# Ompok binotatus
Ompok binotatus es una especie de peces de la familia Siluridae en el orden de los Siluriformes.

## Morfología
• El macho puede llegar alcanzar los 91 mm de longitud total.

## Distribución geográfica
Se encuentra al oeste de Borneo (Indonesia ).